# Asthenotricha strangulata
Asthenotricha strangulata är en fjärilsart som beskrevs av Claude Herbulot 1953. Asthenotricha strangulata ingår i släktet Asthenotricha och familjen mätare. Inga underarter finns listade i Catalogue of Life.